# Leucania phaeoneura
Leucania phaeoneura là một loài bướm đêm trong họ Noctuidae.